# 11 kwietnia
11 kwietnia jest 101. (w latach przestępnych 102.) dniem w kalendarzu gregoriańskim. Do końca roku pozostaje 264 dni.

## Święta
- Imieniny obchodzą: Anioł, Antypas, Antypater, Arleta, Filip, Gemma, Helena, Herman, Hildebrand, Hildebranda, Izaak, Jaromir, Leon, Leona i Rajner.
- Kostaryka – Dzień Bitwy pod Rivas
- Międzynarodowe:
  - Światowy Dzień Choroby Parkinsona
- Polska:
  - Dzień Radia[1]
  - Ogólnopolski Dzień Walki z Bezrobociem (od 2000)[2]
- Wspomnienia i święta w Kościele katolickim obchodzą[3][4]:
  - św. Antypas z Pergamonu (męczennik)
  - św. Filip z Gortyny (biskup)
  - św. Gemma Galgani (dziewica)
  - św. Stanisław ze Szczepanowa BM (w polskim Kościele uroczystość 8 maja)
  - bł. Symforian Ducki (zakonnik i męczennik)
  - św. Leon Wielki (według kalendarza przedsoborowego)[5]

## Wydarzenia w Polsce
- 1065 – Książę Polski Bolesław II Szczodry (Śmiały) ufundował klasztor benedyktynów w Mogilnie, przekazując mu część dochodów, m.in. z Grudziądza i Rypina.
- 1079 – Męczeńska śmierć biskupa krakowskiego Stanisława ze Szczepanowa, skazanego przez króla Bolesława II Szczodrego (Śmiałego) na poćwiartowanie za zdradę stanu.
- 1525 – Staszów otrzymał prawa miejskie.
- 1699 – Mikołaj Michał Wyżycki został mianowany biskupem chełmskim.
- 1715 – W Skalinie koło Stargardu spadł meteoryt.
- 1775 – I rozbiór Polski: w Warszawie zakończył obrady Sejm Rozbiorowy, który zatwierdził traktat podziałowy.
- 1776 – Niepołomice otrzymały prawa miejskie.
- 1816 – Feliks Grodzicki został prezydentem Krakowa.
- 1831 – Powstanie listopadowe: zwycięstwo powstańców w bitwie pod Poryckiem.
- 1848 – Powstanie wielkopolskie: została podpisana ugoda w Jarosławcu między przedstawicielami władz pruskich a Komitetem Narodowym.
- 1864 – Powstanie styczniowe: dyktator powstania Romuald Traugutt został aresztowany przez carską policję.
- 1919 – Utworzono Główny Urząd Zaopatrywania Armii (GUZA).
- 1920:
  - Na zjeździe w Warszawie założono Polskie Towarzystwo Fizyczne (PZF).
  - Wojna polsko-bolszewicka: zwycięstwo 54. pułku piechoty kpt. Wiktora Ogórka nad oddziałami sowieckiej 60. Dywizji Strzelców komdiwa Iwana Dubowoja w bitwie pod Strużką.
- 1921 – Wincenty Tymieniecki został powołany na pierwszego biskupa diecezji łódzkiej.
- 1924 – Zarejestrowano pierwszy po odzyskaniu niepodległości znak towarowy przeznaczony do oznaczania ultramaryny.
- 1926 – Założono Polski Związek Szachowy (PZSzach).
- 1931 – Założono klub piłkarski Victoria Września.
- 1934 – Ministerstwo Spraw Zagranicznych zakazało polskim piłkarzom wyjazdu do Pragi na rewanżowy mecz o awans do Mistrzostw Świata we Włoszech. W pierwszym meczu w Warszawie wygrała Czechosłowacja 2:1.
- 1940:
  - Łódź została przemianowana na Litzmannstadt.
  - Ostatni etap tzw. pacyfikacji „hubalowskich”. Niemcy doszczętnie spalili wsie: Gałki, Hucisko i Skłoby. Zamordowano ok. 300 Polaków, w tym 265 mężczyzn ze Skłobów.
- 1944 – Amerykańskie lotnictwo dokonało nalotów bombowych na Szczecin i Żary.
- 1945 – Polskie oddziały partyzanckie dokonały masakry ludności ukraińskiej we wsiach: Bachów, Brzuska i Sufczyn.
- 1952 – Założono Port morski Elbląg.
- 1956 – Odbywający karę dożywotniego pozbawienia wolności pilot myśliwski Stanisław Skalski został uwolniony i zrehabilitowany.
- 1965 – Otwarto Stadion żużlowy im. Zbigniewa Podleckiego w Gdańsku.
- 1968:
  - Gen. Wojciech Jaruzelski został ministrem obrony narodowej.
  - Marszałek Polski Marian Spychalski został przewodniczącym Rady Państwa.
- 1969 – Statek pasażerski „Stefan Batory” wypłynął w swój pierwszy rejs transoceaniczny.
- 1983 – Premiera horroru Wilczyca w reżyserii Marka Piestraka.
- 1981 – Założono Klub Miłośników Komunikacji Miejskiej w Warszawie.
- 1990 – Uchylono ustawę o cenzurze.
- 1994 – Na Giełdzie Papierów Wartościowych miał miejsce tzw. „czarny poniedziałek”.
- 1997 – Sejm RP przyjął ustawę lustracyjną.
- 2007 – Irena Sendlerowa została odznaczona Orderem Uśmiechu.
- 2010 – Na lotnisku wojskowym Warszawa-Okęcie wylądował samolot z ciałem zmarłego tragicznie prezydenta RP Lecha Kaczyńskiego. Trumna została przewieziona do Pałacu Prezydenckiego.

## Wydarzenia na świecie

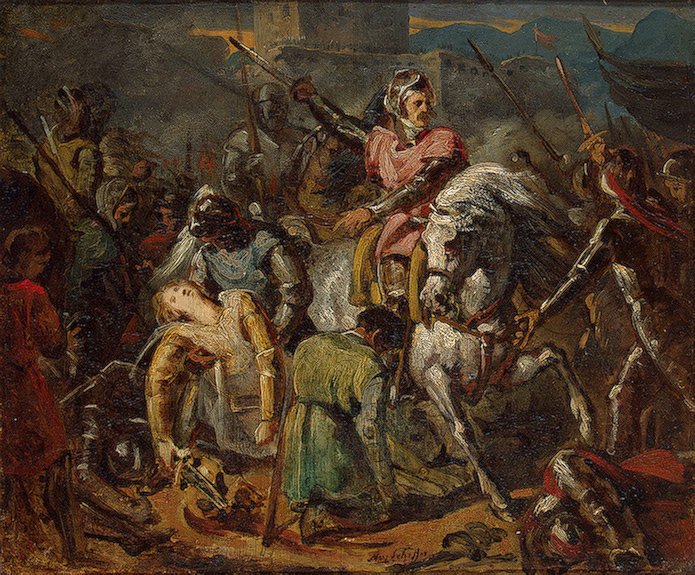
Śmierć Gastona de Foix pod Rawenną pędzla Ary Scheffera

- 217 – Makrynus został cesarzem rzymskim.
- 491 – Anastazjusz I został cesarzem bizantyńskim.
- 672 – Adeodat II został papieżem.
- 896 – Bonifacy VI został papieżem.
- 1034 – Cesarzowa bizantyńska Zoe wyszła za mąż za Michała IV Paflagończyka.
- 1241 – Wojska węgierskie poniosły klęskę w bitwie na równinie Mohi z najeźdźcami mongolskimi.
- 1451 – Celje w Słowenii uzyskało prawa miejskie.
- 1471 – Edward IV York powrócił na tron angielski po odsunięciu od władzy Henryka VI Lancastera.
- 1499 – Wojna austriacko-szwajcarska: zwycięstwo wojsk szwajcarskich nad siłami sprzymierzonego z Austriakami Związku Szwabskiego w bitwie pod Schwaderloh.
- 1502 – Wielki książę moskiewski Iwan III Srogi, za namową swej drugiej żony Zofii Paleolog wtrącił do lochu swego wnuka i następcę tronu Dymitra, a na jego miejsce mianował swego syna ze związku z Zofią, Wasyla.
- 1512 – IV wojna włoska: wojska francuskie pokonały koalicję Świętej Ligi w bitwie pod Rawenną.
- 1544 – VI wojna włoska: zwycięstwo wojsk francuskich nad hiszpańsko-habsburskimi w bitwie pod Ceresole.
- 1677 – Wojna Francji z koalicją hiszpańsko-austriacko-lotaryńską: zwycięstwo wojsk francuskich w bitwie pod Cassel.
- 1689 – Wilhelm III Orański i Maria II Stuart zostali koronowani w Opactwie Westminsterskim na monarchów Anglii i Szkocji.
- 1693 – Zwodowano angielski dwupokładowy okręt liniowy III-rangi HMS „Sussex”.
- 1713 – W Utrechcie podpisano pokój kończący wojnę o sukcesję hiszpańską.
- 1764 – Podpisano rosyjsko-pruski układ sojuszniczy, którego celem było m.in. zahamowanie reform w I Rzeczypospolitej.
- 1814 – VI koalicja antyfrancuska: bezwarunkowa abdykacja cesarza Francuzów Napoleona I Bonapartego.
- 1819 – Copiapó w północnym Chile zostało zniszczone przez trzęsienie ziemi.
- 1858 – Na terenach dzisiejszych Kolumbii i Panamy została utworzona Konfederacja Granady.
- 1861 – W Paryżu odbyła się premiera opery Statua z muzyką Ernesta Reyera i librettem Michela Carrégo i Julesa Barbiera.
- 1871 – W Waszyngtonie podpisano traktat pokojowy oficjalnie kończący wojnę Chile i Peru z Hiszpanią.
- 1878 – Francuski astronom Jérôme Coggia odkrył planetoidę (187) Lamberta.
- 1881 – Założono niemiecki klub piłkarski Schwarz-Weiß Essen.
- 1889 – Lascăr Catargiu został po raz trzeci premierem Rumunii.
- 1894 – Uganda została objęta protektoratem brytyjskim.
- 1895 – Późniejszy bohater narodowy José Martí wylądował ze swym oddziałem zbrojnym na Kubie.
- 1899 – USA przejęły kontrolę nad Filipinami, Guamem i Portoryko.
- 1900 – Papież Leon XIII erygował diecezję Manizales w Kolumbii.
- 1904 – Niemiecki astronom Max Wolf odkrył planetoidę (530) Turandot.
- 1906:
  - Sigmund Freud wysłał pierwszy list do Carla Gustava Junga.
  - Została rozwiązana węgierska Partia Liberalna.
- 1907 – Założono niemiecki klub piłkarski SV Waldhof Mannheim.
- 1909:
  - Gen. Sebastião Teles został premierem Portugalii.
  - Założono Tel Awiw.
- 1910 – Założono belgijski klub piłkarski RAEC Mons.
- 1911 – Założono portugalski klub piłkarski FC Barreirense.
- 1912 – RMS „Titanic” zatrzymał się w irlandzkim Queenstown (obecnie Cobh) na swym ostatnim europejskim przystanku.
- 1913 – Griffith został królem Basuto (obecnie Lesotho).
- 1915 – Premiera filmu niemego Włóczęga z udziałem i w reżyserii Charliego Chaplina.
- 1919 – Założono Międzynarodową Organizację Pracy (ILO), jako autonomiczną organizację stowarzyszoną z Ligą Narodów.
- 1921 – Władze brytyjskie utworzyły we wschodniej części Mandatu Palestyny emirat Transjordania.
- 1931 – Zakończono budowę Empire State Building w Nowym Jorku.
- 1936:
  - Kārlis Ulmanis został prezydentem Łotwy.
  - Premiera amerykańskiego dramatu filmowego Pokusa w reżyserii Franka Borzage.
  - W Bostonie uruchomiono komunikację trolejbusową.
- 1938:
  - Aktor Jackie Coogan, znany głównie z tytułowej roli w filmie Brzdąc w reżyserii Charliego Chaplina, pozwał swoich rodziców do sądu, żądając od nich zwrotu pieniędzy, które zarobił jako dziecko w latach dwudziestych. Proces wygrał, ale pieniądze zostały pochłonięte przez koszty sądowe. Jego sprawa posłużyła jako podstawa do uchwalenia tzw. „Coogan Act”, broniącego interesów dzieci-aktorów.
  - Przyjęto nowy herb Stuttgartu.
- 1939:
  - Adolf Hitler podpisał plan niemieckiej agresji na Polskę (Fall Weiss).
  - Rozpoczęto niedokończoną budowę eksterytorialnej autostrady Wiedeń-Wrocław.
  - W Hiszpanii ustanowiono Order Cywilny Alfonsa X Mądrego.
- 1940:
  - Kampania norweska: w Narwiku przewrócił się i zatonął niemiecki niszczyciel Z21 „Wilhelm Heidkamp”, trafiony poprzedniego dnia torpedą brytyjskiego niszczyciela HMS „Hardy”, która spowodowała detonację własnych torped i zniszczenie części rufowej.
  - Pierwszy lord Admiralicji Winston Churchill ogłosił w Izbie Gmin plan zajęcia i okupacji Wysp Owczych (operacja „Valentine”).
- 1941 – Kampania bałkańska: 5 dni po ataku wojsk niemieckich do najazdu na Jugosławię dołączyły wojska włoskie i węgierskie.
- 1943:
  - Dokonano oblotu amerykańskiego śmigłowca Piasecki PV-2.
  - Niemiecka agencja Transocean podała pierwszą wiadomość o odkryciu masowych grobów ofiar zbrodni katyńskiej. 13 kwietnia informację powtórzyło radio berlińskie.
- 1945:
  - Arcybiskup metropolita lwowski kardynał Josyf Slipyj został aresztowany wraz z szeregiem biskupów greckokatolickich przez NKWD.
  - Wojska amerykańskie wyzwoliły obóz koncentracyjny w Buchenwaldzie.
- 1951 – Wojna koreańska: gen. Douglas MacArthur został zdymisjonowany za niesubordynację ze stanowiska dowódcy wojsk amerykańskich i ONZ przez prezydenta Harry’ego Trumana.
- 1952 – W wyniku wojskowego zamachu stanu w Boliwii został obalony prezydent gen. Hugo Ballivián, a władzę przejął Narodowy Ruch Rewolucyjny (MNR).
- 1953 – Reprezentacja Singapuru w piłce nożnej w swym pierwszym oficjalnym meczu przegrała z Koreą Południową 2:3.
- 1955 – Premiera filmu Marty w reżyserii Delberta Manna.
- 1956:
  - Fedaini ostrzelali synagogę w osadzie Shafrir w Izraelu, w wyniku czego zginęło troje dzieci i opiekun, a 5 osób zostało rannych.
  - Habib Burgiba został premierem Tunezji.
- 1960 – W ramach reformy administracyjnej w Czechosłowacji w miejsce dotychczasowych 19 krajów, istniejących od 1949 roku, powołano 10 nowych (+ 5 miast wydzielonych), funkcjonujących do 1990 roku na Słowacji i do 2000 roku w Czechach.
- 1961 – W Izraelu rozpoczął się proces nazistowskiego zbrodniarza wojennego Adolfa Eichmanna.
- 1963 – Papież Jan XXIII opublikował encyklikę Pacem in terris.
- 1965 – 271 osób zginęło w dniach 11 i 12 kwietnia w wyniku serii tornad w stanach: Iowa, Illinois, Indiana, Ohio i Wisconsin.
- 1968 – Przywódca socjalistycznego związku studentów niemieckich Rudi Dutschke został ciężko ranny w wyniku zamachu dokonanego przez prawicowego ekstremistę w Berlinie Zachodnim
- 1973 – W rozegranym w Moskwie meczu w ramach Mistrzostw Świata Grupy A reprezentacja Polski w hokeju na lodzie przegrała 0:20 z ZSRR, ponosząc najwyższą porażkę w swej historii.
- 1974 – Trzej członkowie Ludowego Frontu Wyzwolenia Palestyny – Dowództwa Generalnego wkroczyli do Izraela z terytorium Libanu i zaatakowali budynek mieszkalny w mieście Kirjat Szemona, a po przybyciu na miejsce sił bezpieczeństwa, popełnili samobójstwo. Ogółem zginęło 21 osób, a 15 zostało rannych.
- 1979 – W Teheranie został stracony przez rozstrzelanie gen. Hasan Pakrawan, dyrektor tajnej policji politycznej SAWAK z czasów rządów szachinszacha Mohammada Rezy Pahlawiego.
- 1983 – Odbyła się 55. ceremonia wręczenia Oscarów.
- 1984 – Konstantin Czernienko został przewodniczącym Prezydium Rady Najwyższej ZSRR.
- 1986 – Doszło do najtragiczniejszej strzelaniny w historii FBI (FBI Miami Shootout).
- 1987 – W Buenos Aires rozpoczęły się II Światowe Dni Młodzieży.
- 1988 – Odbyła się 60. ceremonia wręczenia Oscarów.
- 1990 – Konstandinos Mitsotakis został premierem Grecji.
- 1992:
  - Wszedł do służby amerykański wielozadaniowy okręt podwodny z napędem atomowym USS „Annapolis”.
  - Został wycofany ze służby amerykański lotniskowiec USS „Midway”.
- 1994 – Mokdad Sifi został premierem Algierii.
- 1995 – Początek strajku głodowego deputownych do Rady Najwyższej Republiki Białorusi.
- 1996 – 17 osób zginęło, a 88 zostało rannych w wyniku pożaru w Porcie lotniczym Düsseldorf.
- 1998 – Armia kambodżańska zajęła ostatnią dużą bazę Czerwonych Khmerów w Anlong Veng.
- 2001 – W meczu eliminacyjnym do Mistrzostw Świata Australia pokonała Samoa Amerykańskie 31:0, odnosząc najwyższe zwycięstwo w historii międzypaństwowych meczów piłkarskich.
- 2002:
  - W przeprowadzonym przez Al-Ka’idę zamachu bombowym na tunezyjskiej wyspie Dżerba zginęło 21 osób, w tym 14 Niemców i 2 Francuzów.
  - W Wenezueli doszło do przewrotu, który na dwa dni odsunął od władzy prezydenta Hugo Cháveza. Zginęło 19 osób, a około 300 zostało rannych.
- 2003 – II wojna w Zatoce Perskiej: prezydent USA George W. Bush ogłosił upadek reżimu Saddama Husajna oraz wyzwolenie Iraku.
- 2005 – Premierzy Indii i Chin, Manmohan Singh i Wen Jiabao, podpisali w Nowym Delhi porozumienie o strategicznym partnerstwie dla pokoju i dobrobytu.
- 2006:
  - 57 osób zginęło podwójnym zamachu samobójczym na zgromadzenie sunnitów w pakistańskim Karaczi.
  - Prezydent Mahmud Ahmadineżad ogłosił, że Iran posiada technologię produkcji wzbogaconego uranu, kluczowego elementu rektora jądrowego i broni jądrowej.
  - Został aresztowany szef sycylijskiej Cosa Nostry Bernardo Provenzano.
- 2007 – 33 osoby zginęły, a 222 zostały ranne w dwóch zamachach bombowych w Algierze.
- 2010:
  - Na Węgrzech odbyła się I tura wyborów parlamentarnych.
  - W Sudanie rozpoczęły się wybory powszechne.
- 2011:
  - 15 osób zginęło, a 204 zostały ranne w zamachu bombowym w mińskim metrze.
  - Zakończyła się II wojna domowa na Wybrzeżu Kości Słoniowej.
- 2012 – Silne trzęsienie ziemi u wybrzeży Sumatry o sile 8,7 stopnia w skali Richtera.
- 2015 – W mieście Panama doszło do historycznego spotkania prezydenta USA Baracka Obamy i przewodniczącego Rady Państwa Kuby Raúla Castro.
- 2018:
  - 6 osób zginęło w katastrofie wojskowego śmigłowca Mi-8 w rosyjskim Chabarowsku.
  - W katastrofie samolotu Ił-76 Algierskich Sił Powietrznych w mieście Bufarik zginęło 257 osób (247 pasażerów i 10 członków załogi) – wszyscy na pokładzie.
- 2019 – Prezydent Sudanu Umar al-Baszir został obalony w wyniku wojskowego zamachu stanu pod wodzą gen. Ahmada Awada ibn Aufa.
- 2022 – Shehbaz Sharif został premierem Pakistanu.

## Eksploracja kosmosu
- 1970 – Rozpoczęła się niedoszła załogowa misja księżycowa Apollo 13.
- 2019 – Izraelska sonda Bereszit z powodu awarii rozbiła się o powierzchnię Księżyca.

## Urodzili się
- 146 – Septymiusz Sewer, cesarz rzymski (zm. 211)
- 1184 – Wilhelm, książę Lüneburga (zm. 1213)
- 1357 – Jan I Dobry, król Portugalii (zm. 1433)
- 1370 – Fryderyk I Kłótnik, palatyn saski, margrabia Miśni, książę saski i elektor Rzeszy (zm. 1428)
- 1374 – Roger Mortimer, hrabia Marchii i Ulsteru (zm. 1398)
- 1492 – Małgorzata, królowa Nawarry (zm. 1549)
- 1493 – Jerzy I, książę zachodniopomorski (zm. 1531)
- 1543 – Jerzy Jan Wittelsbach, hrabia palatyn i książę Palatynatu-Veldenz (zm. 1592)
- 1557 – Fryderyk Wittelsbach, hrabia palatyn i książę Palatynatu-Zweibrücken-Vohenstrauss-Parkstein (zm. 1597)
- 1591 – (data chrztu) Bartłomiej Strobel, polski malarz pochodzenia niemieckiego (zm. po 1647)
- 1611 – Karol Euzebiusz Liechtenstein, książę opawski i karniowski (zm. 1684)
- 1623 – Decio Azzolini, włoski kardynał (zm. 1689)
- 1626 – Maria Miłosławska, caryca Rosji (zm. 1669)
- 1649 – Fryderyka Amalia Oldenburg, księżniczka duńska, księżna Holstein-Gottorp (zm. 1704)
- 1655 – Wojciech Głazowicz, polski jezuita, teolog, filozof, pedagog (zm. 1719)
- 1661 – Antoine Coypel, francuski malarz (zm. 1722)
- 1666 – José Patiño, hiszpański polityk (zm. 1736)
- 1668 – Adam Swach, czeski franciszkanin, malarz (zm. 1747)
- 1681 – Anne Danican Philidor, francuski kompozytor (zm. 1728)
- 1682:
  - Carlo Vincenzo Maria Ferreri, włoski duchowny katolicki, biskup Vercelli, kardynał (zm. 1742)
  - Jean-Joseph Mouret, francuski kompozytor (zm. 1738)
- 1713 – Luise Adelgunde Victorie Gottsched, niemiecka pisarka, poetka, dramaturg, eseistka (zm. 1762)
- 1715:
  - John Alcock, brytyjski kompozytor, organista (zm. 1808)
  - Georg Ludwig von Puttkamer, pruski arystokrata, generał (zm. 1759)
- 1722:
  - Leon Michał Radziwiłł, strażnik polny litewski (zm. 1751)
  - Christopher Smart, brytyjski poeta (zm. 1771)
- 1740 – Józef Miączyński, polski generał, uczestnik konfederacji barskiej (zm. 1800)
- 1749 – Adélaïde Labille-Guiard, francuska malarka (zm. 1803)
- 1755 – James Parkinson, brytyjski aptekarz, lekarz, geolog, paleontolog, polityk (zm. 1824)
- 1769 – Jean Lannes, francuski dowódca wojskowy, marszałek Francji (zm. 1809)
- 1770 – George Canning, brytyjski polityk, dyplomata, premier Wielkiej Brytanii (zm. 1827)
- 1771 – (lub 24 kwietnia) Samuel Linde, polski leksykograf, językoznawca, tłumacz, pedagog, bibliograf, bibliotekarz pochodzenia szwedzkiego (zm. 1847)
- 1772 – Manuel José Quintana, hiszpański poeta (zm. 1857)
- 1774 – Jan Weyssenhoff, polski generał pochodzenia niemieckiego (zm. 1848)
- 1780 – Jean-Marie Léon Dufour, francuski lekarz, zoolog (zm. 1865)
- 1794 – Edward Everett, amerykański pedagog, polityk, dyplomata (zm. 1865)
- 1798 – Macedonio Melloni, włoski fizyk, wykładowca akademicki (zm. 1854)
- 1802 – Richard Saunders Dundas, brytyjski wiceadmirał (zm. 1861)
- 1803 – Aleksandr Baszucki, rosyjski pisarz (zm. 1876)
- 1806 – Frédéric Le Play, francuski myśliciel, reformator społeczny, ekonomista, inżynier, pionier badań społecznych (zm. 1882)
- 1809 – Leon Brzeziński, polski malarz, miniaturzysta (zm. 1865)
- 1810:
  - Johann Rudolf Kutschker, austriacki duchowny katolicki, arcybiskup Wiednia, kardynał (zm. 1881)
  - Wiktor Moczulski, rosyjski entomolog (zm. 1871)
  - Henry Rawlinson, brytyjski asyrolog, dyplomata, polityk (zm. 1895)
- 1811 – Emmanuel Servais, luksemburski polityk, premier Luksemburga (zm. 1890)
- 1813 – Carl Jänisch, rosyjski szachista pochodzenia fińskiego (zm. 1872)
- 1815 – Klara Fey, niemiecka zakonnica, założycielka Sióstr Ubogich Dzieciątka Jezus, błogosławiona (zm. 1894)
- 1816 – Theodore Eisfeld, niemiecki dyrygent, skrzypek, kompozytor (zm. 1882)
- 1818:
  - Guo Songtao, chiński polityk, dyplomata (zm. 1891)
  - Constantin von Wurzbach, austriacki pisarz, bibliograf (zm. 1893)
- 1819:
  - Charles Hallé, niemiecki pianista, dyrygent (zm. 1895)
  - David Kuh, niemiecki dziennikarz, polityk pochodzenia żydowskiego (zm. 1879)
- 1824 – Johanna von Puttkamer, pomorska szlachcianka, żona kanclerza Ottona von Bismarcka (zm. 1894)
- 1825 – Ferdinand Lassalle, niemiecki myśliciel, działacz socjalistyczny (zm. 1864)
- 1827 – James Augustus Grant, szkocki podróżnik (zm. 1892)
- 1833 – Fredrik von Otter, szwedzki admirał, polityk, premier Szwecji (zm. 1910)
- 1842 – Edmond Audran, francuski kompozytor (zm. 1901)
- 1845 – Franciszek Bylicki, polski literat, pedagog, muzyk, uczestnik powstania styczniowego (zm. 1922)
- 1847 – Karl Eisenlohr, niemiecki neurolog (zm. 1896)
- 1850 – Isidor Rayner, amerykański polityk, senator (zm. 1912)
- 1852 – Bérenger Saunière, francuski duchowny katolicki (zm. 1917)
- 1856 – Sydney Smith, australijski polityk (zm. 1934)
- 1858 – Barbu Ștefănescu Delavrancea, rumuński prozaik, poeta (zm. 1918)
- 1860:
  - Ferdinand Boberg, szwedzki architekt (zm. 1946)
  - Sigmund Zeisler, amerykański adwokat (zm. 1931)
- 1862:
  - William Wallace Campbell, amerykański astronom (zm. 1938)
  - Aleksander Miller, rosyjski polityk, prezydent Warszawy (zm. 1923)
- 1866 – Maria Lucyga, polska działaczka narodowa, sanitariuszka (zm. 1948)
- 1869:
  - Béla Harkányi, węgierski astrofizyk (zm. 1932)
  - Gustav Vigeland, norweski rzeźbiarz (zm. 1943)
- 1870 – Leon Kowalski, polski malarz, grafik (zm. 1937)
- 1871 – Gyula Kellner, węgierski lekkoatleta, maratończyk (zm. 1940)
- 1872:
  - Aleksandër Stavre Drenova, albański poeta (zm. 1947)
  - Adam Kiciński, polski generał brygady (zm. 1959)
- 1873:
  - Gustav Böß, niemiecki polityk samorządowy, burmistrz Berlina (zm. 1946)
  - Hermann Friedmann, polsko-niemiecki filozof, prawnik pochodzenia żydowskiego (zm. 1957)
- 1878 – Bernard Dembek, polski duchowny katolicki, biskup pomocniczy łomżyński (zm. 1937)
- 1880:
  - Edward Pepłowski, polski inżynier, polityk, minister pracy i opieki społecznej, senator RP (zm. 1960)
  - Julio César Tello, peruwiański archeolog (zm. 1947)
- 1881 – Stanisław Ziemecki, polski fizyk, wykładowca akademicki (zm. 1956)
- 1882:
  - Fernando Fader, argentyński malarz pochodzenia francuskiego (zm. 1935)
  - Leon Preibisz, polski prawnik, historyk sztuki (zm. 1951)
- 1883:
  - Karol Hoppe, polski kompozytor, chórmistrz, organista, pedagog (zm. 1946)
  - Leon Wolf, polski i czechosłowacki polityk, adwokat (zm. 1968)
- 1884 – Martin Samter, niemiecki architekt (zm. 1940)
- 1885:
  - Magnus Johansen, norweski łyżwiarz szybki (zm. 1955)
  - William Ormsby-Gore, brytyjski arystokrata, polityk (zm. 1946)
  - Hugo Vojta, czeski generał (zm. 1941)
- 1887:
  - Tommy Lascelles, brytyjski urzędnik państwowy, dworzanin królewski (zm. 1981)
  - Jack Phillips, brytyjski radiooperator, członek załogi „Titanica“ (zm. 1912)
  - Jamini Roy, indyjski malarz (zm. 1972)
- 1888:
  - Eliziejus Draugelis, litewski lekarz, polityk (zm. 1981)
  - Arnold Ulitz, niemiecki nauczyciel, poeta, prozaik (zm. 1971)
- 1889:
  - Ludwik Ehrlich, polski prawnik, wykładowca akademicki pochodzenia żydowskiego (zm. 1968)
  - Leon Klimecki, polski działacz społeczny, dyplomata (zm. 1968)
- 1890:
  - Felix von Heijden, holenderski piłkarz (zm. 1982)
  - Rachele Mussolini, Włoszka, żona Benita (zm. 1979)
- 1891 – Marshall Neilan, amerykański aktor, reżyser, scenarzysta i producent filmowy (zm. 1958)
- 1892 – Roman Gineyko, polski malarz (zm. 1955)
- 1893:
  - Dean Acheson, amerykański polityk, dyplomata (zm. 1971)
  - Borys Lomani, polski kompozytor, pianista, dyrygent (zm. 1975)
  - Frances Schroth, amerykańska pływaczka (zm. 1961)
  - J. Arthur Younger, amerykański polityk (zm. 1967)
- 1894:
  - Józef Biernacki, polski podpułkownik dyplomowany piechoty (zm. 1937)
  - Józef Żółtaszek, polski inspektor policji (zm. 1949)
- 1895:
  - Juliusz Bieniek, polski duchowny katolicki, biskup pomocniczy katowicki (zm. 1978)
  - Fernand Nisot, belgijski piłkarz (zm. 1973)
  - Leon Strzelecki, polski generał brygady (zm. 1968)
  - Mieczysław Więckowski, polski pułkownik (zm. 1926)
- 1896:
  - Ralph Hepburn, amerykański kierowca i motocyklista wyścigowy (zm. 1948)
  - Wieland Herzfelde, niemiecki pisarz, publicysta, wydawca, działacz komunistyczny (zm. 1988)
  - Aleksiej Zygin, radziecki generał-lejtnant (zm. 1943)
- 1897 – Jakub Kern, austriacki norbertanin, błogosławiony (zm. 1924)
- 1898:
  - Samuel Baum, polski architekt pochodzenia żydowskiego (zm. 1941)
  - Robert d’Escourt Atkinson, brytyjski astronom, fizyk, wykładowca akademicki (zm. 1982)
  - Jerônimo Mazzarotto, brazylijski duchowny katolicki, biskup pomocniczy Kurytyby (zm. 1999)
  - Frans de Vreng, holenderski kolarz torowy (zm. 1974)
- 1899:
  - Clément Dupont, francuski rugbysta (zm. 1993)
  - Percy Lavon Julian, amerykański chemik, wykładowca akademicki (zm. 1975)
  - Iwan Klejmionow, radziecki inżynier wojskowy (zm. 1938)
  - Michael Jacob Michaelsen, duński bokser (zm. 1970)
- 1900:
  - Helena Cierpka, polska nazaretanka, męczennica, błogosławiona (zm. 1943)
  - Stanisław Działowski, polski starszy sierżant pilot, konstruktor lotniczy amator (zm. 1942)
  - Sándor Márai, węgierski prozaik, poeta, publicysta (zm. 1989)
  - Aleksander Ossendowski, polski psychiatra, wykładowca akademicki (zm. 1962)
  - Stanisław Panczakiewicz, polski inżynier, konstruktor pojazdów (zm. 1982)
  - Teóphilo, brazylijski piłkarz (zm. 1988)
- 1901:
  - Theodor Rogalski, rumuński kompozytor, pianista, dyrygent pochodzenia polskiego (zm. 1954)
  - Halina Stabrowska, polska działaczka społeczna (zm. 1943)
- 1902:
  - Max Abegglen, szwajcarski piłkarz (zm. 1970)
  - Hideo Kobayashi, japoński pisarz, krytyk literacki (zm. 1983)
  - Martti Lappalainen, fiński biegacz narciarski, żołnierz (zm. 1941)
  - Quentin Reynolds, amerykański korespondent wojenny (zm. 1965)
- 1903 – Misuzu Kaneko, japońska poetka (zm. 1930)
- 1904 – Philip Hall, brytyjski matematyk, wykładowca akademicki (zm. 1982)
- 1905:
  - Robert Carlson, amerykański żeglarz sportowy (zm. 1965)
  - Attila József, węgierski poeta (zm. 1937)
  - Napoleon Sądek, polski dziennikarz, pisarz, scenarzysta filmowy, działacz emigracyjny pochodzenia żydowskiego (zm. 1970)
- 1906 – Renato Cesarini, włosko-argentyński piłkarz, trener (zm. 1969)
- 1907:
  - Nikołaj Diewiatkow, rosyjski fizyk, wykładowca akademicki (zm. 2001)
  - Paul Douglas, amerykański aktor (zm. 1959)
  - Erwin Levy, niemiecko-amerykański psycholog, psychoanalityk podchodzenia żydowskiego (zm. 1991)
  - Henry Scheffé, amerykański statystyk, wykładowca akademicki pochodzenia niemieckiego (zm. 1977)
- 1908:
  - Karel Ančerl, czeski dyrygent (zm. 1973)
  - Jan Anioła, polski mechanik maszyn i urządzeń, wykładowca akademicki (zm. 1997)
  - Aristide Gromer, francuski szachista (zm. 1966)
  - Jean Malaquais, francuski pisarz pochodzenia polskiego (zm. 1998)
  - Dan Maskell, brytyjski dziennikarz sportowy (zm. 1992)
  - Robert O’Brien, amerykański kierowca wyścigowy (zm. 1987)
  - José Antonio Remón, panamski pułkownik, polityk, prezydent Panamy (zm. 1955)
  - Cecylia Vetulani, polska historyk sztuki, konserwatorka zabytków (zm. 1980)
  - Wang Zhen, chiński polityk komunistyczny (zm. 1993)
- 1909:
  - Zenon Kiembrowski, polski podporucznik rezerwy saperów, żołnierz ZWZ (zm. 1942)
  - Reto Rossetti, szwajcarski poeta, esperantysta (zm. 1994)
  - Juliusz Sas-Wisłocki, polski prawnik, adwokat, filister, działacz i ideolog ONR, monarchista, autor kodeksu honorowego (zm. 1973)
- 1910:
  - Al Harker, amerykański piłkarz (zm. 2006)
  - Leon Kauczor, polski kompozytor, pedagog (zm. 1981)
  - Bohdan Piątkowski, polski kapitan artylerii, cichociemny (zm. prawd. 1943)
  - Stefan Piotrowski, polski astronom, wykładowca akademicki (zm. 1985)
  - António de Spínola, portugalski dowódca wojskowy, polityk, prezydent Portugalii (zm. 1996)
  - Kurt Stettler, szwajcarski kolarz szosowy (zm. 1974)
  - Karl Vennberg, szwedzki poeta, krytyk literacki, tłumacz (zm. 1995)
  - Klaus-Joachim Zülch, niemiecki neurolog (zm. 1988)
- 1911:
  - Mieczysław Brożek, polski filolog klasyczny, tłumacz, wykładowca akademicki (zm. 2000)
  - Zdenko Kalin, słoweński rzeźbiarz (zm. 1990)
  - László Szabados, węgierski pływak (zm. 1992)
  - Zdzisław Wiktor, polski internista, nefrolog, historyk medycyny, wykładowca akademicki (zm. 1970)
  - Anteo Zamboni, włoski anarchista, zamachowiec (zm. 1926)
- 1913 – Oleg Cassini, amerykański projektant mody (zm. 2006)
- 1914:
  - Norman McLaren, kanadyjski reżyser filmów animowanych (zm. 1987)
  - Adolf Müller, szwajcarski zapaśnik (zm. 2005)
  - Leo Pinto, indyjski hokeista na trawie, trener (zm. 2010)
  - Ludwika Tarłowska, polska onkolog (zm. 2004)
- 1915:
  - Stefan Kowalewski, polski podporucznik, uczestnik powstania warszawskiego (zm. 1944)
  - Stanisław Majewski, polski prawnik, polityk, prezes NBP, minister finansów, wicepremier (zm. 1985)
  - David Mitzner, polsko-amerykański przedsiębiorca pochodzenia żydowskiego (zm. 2016)
- 1916:
  - Stefan Bakinowski, polski dziennikarz, wydawca (zm. 1983)
  - Władysław Bogusz, polski fizyk, wykładowca akademicki (zm. 1975)
  - Alberto Ginastera, argentyński kompozytor (zm. 1983)
  - Howard W. Koch, amerykański reżyser i producent filmowy pochodzenia żydowskiego (zm. 2001)
  - Hidetoki Takahashi, japoński piłkarz, trener (zm. 2000)
- 1917:
  - Zbigniew Makowiecki, polski pułkownik kawalerii, działacz emigracyjny (zm. 2017)
  - Jan Mroczek, polski prawnik, polityk, poseł na Sejm RP (zm. 1994)
  - Zdzisław Pyzik, polski poeta, autor tekstów piosenek (zm. 2000)
- 1918 – Edmund Bukowski, polski porucznik, żołnierz SZP-ZWZ-AK (zm. 1950)
- 1919:
  - Albertyna Berkenbrock, brazylijska męczennica, błogosławiona (zm. 1931)
  - Ernest Ziaja, polski hokeista (zm. 1997)
- 1920:
  - Michel Durafour, francuski dziennikarz, pisarz, samorządowiec, polityk (zm. 2017)
  - Mieczysław Grad, polski filozof, dyplomata, polityk, poseł na Sejm PRL (zm. 1984)
  - Torsten Johansson, szwedzki tenisista (zm. 2004)
  - Al Keller, amerykański kierowca wyścigowy (zm. 1961)
  - Tadeusz Makowski, polski prawnik, polityk, poseł na Sejm PRL (zm. 2015)
  - Peter O’Donnell, brytyjski pisarz, autor komiksów (zm. 2010)
  - Howard Wallace Pollock, amerykański polityk (zm. 2011)
  - Mieczysław Rosół, polski porucznik, działacz kombatancki (zm. 2023)
- 1921:
  - Oddvar Hansen, norweski piłkarz, trener (zm. 2011)
  - Władysław Matuszkiewicz, polski botanik, fitosocjolog, wykładowca akademicki (zm. 2013)
  - Czesław Nantel, polski sierżant, żołnierz AK, uczestnik powstania warszawskiego (zm. 1944)
  - Poul Petersen, duński piłkarz, trener (zm. 1997)
- 1922:
  - Henryk Czarnecki, polski pułkownik, otolaryngolog (zm. 1990)
  - Aleksandyr Rajczew, bułgarski kompozytor, pedagog (zm. 2003)
- 1923:
  - Stanisław Duszczyk, polski plutonowy podchorąży, żołnierz AK, uczestnik powstania warszawskiego (zm. 1944)
  - Sabina Flanczewska, polska bibliotekarka (zm. 1987)
  - Christopher Longuet-Higgins, brytyjski chemik, wykładowca akademicki (zm. 2004)
  - Jaroslav Stehlík, czeski entomolog, muzealnik (zm. 2019)
- 1924:
  - Romuald Dylewski, polski architekt, urbanista, żołnierz ZWZ-AK (zm. 2019)
  - Zbigniew Flisowski, polski historyk, publicysta (zm. 1995)
- 1925:
  - Gordy Giovanelli, amerykański wioślarz pochodzenia włoskiego (zm. 2022)
  - Zygmunt Komorowski, polski afrykanista, socjolog, antropolog, poeta, ojciec Bronisława (zm. 1992)
  - Jurij Litujew, rosyjski lekkoatleta, płotkarz (zm. 2000)
  - Bolesław Orszulik, polski polonista, językoznawca, historyk teatru, wykładowca akademicki (zm. 2014)
- 1926:
  - Christo Christow, bułgarski reżyser filmowy (zm. 2007)
  - Pete Lovely, amerykański kierowca wyścigowy (zm. 2011)
  - Leo Sotorník, czeski gimnastyk (zm. 1998)
- 1927:
  - Alison Cheek, australijska duchowna amerykańskiego Kościoła Episkopalnego (zm. 2019)
  - Adam Kuć, polski polityk, poseł na Sejm PRL (zm. 2015)
- 1928:
  - Ethel Kennedy, amerykańska działaczka na rzecz praw człowieka (zm. 2024)
  - Betty Law, szkocka curlerka (zm. 2001)
  - Francis Keiichi Satō, japoński duchowny katolicki, biskup Niigaty (zm. 2005)
- 1929:
  - Jack Betts, amerykański aktor (zm. 2025)
  - Wiesław Skrzydło, polski prawnik, konstytucjonalista, wykładowca akademicki (zm. 2021)
  - Thomas Sweeney, australijski rugbysta (zm. 2017)
  - Roman Teisseyre, polski geofizyk, wykładowca akademicki (zm. 2022)
- 1930:
  - Benjamin Almoneda, filipiński duchowny katolicki, biskup Daet (zm. 2023)
  - Krzysztof Berbeka, polski alpinista, taternik, ratownik górski, przewodnik tatrzański (zm. 1964)
  - Nicholas Frederick Brady, amerykański przedsiębiorca, polityk, senator
  - Kazuo Fukushima, japoński kompozytor (zm. 2023)
  - Walter Krüger, niemiecki lekkoatleta, oszczepnik (zm. 2018)
  - Anton Szandor LaVey, amerykański założyciel Kościoła Szatana (zm. 1997)
  - Benedikt Obermüller, niemiecki narciarz alpejski (zm. 2005)
  - Stanisław Russocki, polski historyk, wykładowca akademicki (zm. 2002)
- 1931:
  - Jerzy Jędrzejewski, polski pilot doświadczalny, konstruktor i instruktor lotniczy (zm. 2018)
  - Ove Ødegaard, norweski piłkarz (zm. 1964)
  - José María Ruiz-Mateos, hiszpański przedsiębiorca, polityk, eurodeputowany (zm. 2015)
  - Sergio Sebastiani, włoski duchowny katolicki, przewodniczący Prefektury Ekonomicznych Spraw Stolicy Apostolskiej, kardynał (zm. 2024)
  - Johnny Sheffield, amerykański aktor (zm. 2010)
- 1932:
  - Teresa Górska-Żółtowska, polska psycholog, neurofizjolog, wykładowczyni akademicka (zm. 2019)
  - Joel Grey, amerykański aktor, reżyser
  - Krystyna Spiegel, polska historyk sztuki, muzeolog, pedagog (zm. 2020)
- 1933:
  - Salvatore Burruni, włoski bokser (zm. 2004)
  - Med Park, amerykański koszykarz (zm. 1998)
  - Sergio Valdés, chilijski piłkarz (zm. 2019)
- 1934:
  - Ewa Dilling-Ostrowska, polska neurolog, wykładowczyni akademicka (zm. 2012)
  - Stanisław Durlej, polski dziennikarz, pisarz
  - Karl-Josef Rauber, niemiecki duchowny katolicki, nuncjusz apostolski, kardynał (zm. 2023)
- 1935:
  - Richard Kuklinski, amerykański seryjny morderca pochodzenia polsko-irlandzkiego (zm. 2006)
  - Judith Reisman, amerykańska pisarka, badaczka w dziedzinie edukacji seksualnej i mediów (zm. 2021)
- 1936:
  - Kazimierz Małysiak, polski hokeista, trener (zm. 2016)
  - Brian Noble, brytyjski duchowny katolicki, biskup Shrewsbury (zm. 2019)
  - Benito Rigoni, włoski bobsleista (zm. 2021)
  - Stanisław Słonina, polski rzeźbiarz, pedagog
- 1937:
  - José María Arancibia, argentyński duchowny katolicki, arcybiskup Mendozy
  - Jill Gascoine, brytyjska aktorka, pisarka (zm. 2020)
  - Stanczo Kolew, bułgarski zapaśnik
  - Horst Seemann, niemiecki reżyser i scenarzysta filmowy (zm. 2000)
- 1938:
  - Leon Łochowski, polski aktor (zm. 2017)
  - Bartłomiej Szyndler, polski historyk, wykładowca akademicki (zm. 2011)
- 1939:
  - Adam Gocel, polski dziennikarz telewizyjny i radiowy, weterynarz, bioenergoterapeuta (zm. 2023)
  - Louise Lasser, amerykańska aktorka, scenografka, scenarzystka filmowa
  - Tadeusz Piaskowski, polski konserwator zabytków, historyk sztuki, muzealnik
- 1940:
  - Thomas Harris, amerykański pisarz, dziennikarz
  - Władysław Komar, polski lekkoatleta, kulomiot, aktor (zm. 1998)
  - Orest Meleschuk, kanadyjski curler
  - Hasan Muratović, bośniacki przedsiębiorca, polityk, premier Bośni i Hercegowiny (zm. 2020)
  - Péter Rusorán, węgierski piłkarz wodny (zm. 2012)
- 1941:
  - Józef Hajdasz, polski perkusista, członek zespołu Breakout (zm. 2015)
  - Rolf Linkohr, niemiecki fizyk, polityk (zm. 2017)
  - Shirley Stelfox, brytyjska aktorka (zm. 2015)
- 1942:
  - Anatolij Bieriezowoj, rosyjski pilot wojskowy, kosmonauta (zm. 2014)
  - António Carrilho, portugalski duchowny katolicki, biskup Funchal
  - Hirotoshi Honda, japoński inżynier, przedsiębiorca
- 1943:
  - Judith Adams, australijska polityk (zm. 2012)
  - Frederick Henry, kanadyjski duchowny katolicki, biskup pomocniczy Londonu, biskup Thunder Bay i Calgary (zm. 2024)
  - John Montagu, brytyjski arystokrata, przedsiębiorca (zm. 2025)
  - Poul Nielson, duński polityk
  - Gino Pancino, włoski kolarz torowy
  - Harley Race, amerykański zapaśnik, wrestler (zm. 2019)
- 1944:
  - Alberto Demiddi, argentyński wioślarz (zm. 2000)
  - John Milius, amerykański reżyser, scenarzysta i producent filmowy
- 1945:
  - Guerrino Riccardo Brusati, włoski duchowny katolicki, biskup Caetité i Janaúby w Brazylii (zm. 2023)
  - Wiera Dujunowa, rosyjska siatkarka (zm. 2012)
  - Jurij Stecenko, ukraiński kajakarz
- 1946:
  - Wanda Król, polska łyżwiarka szybka
  - Aleksandr Lebiediew, rosyjski lekkoatleta, sprinter
- 1947:
  - Charlie Biton, izraelski polityk (zm. 2024)
  - Deem Bristow, amerykański aktor (zm. 2005)
  - Uli Edel, niemiecki reżyser, scenarzysta i producent filmowy
  - Mirosława Marody, polska socjolog, wykładowczyni akademicka
  - Peter Riegert, amerykański aktor, scenarzysta, reżyser i producent filmowy
  - Jerzy Sepioł, polski fizykochemik, wykładowca akademicki
  - Janusz Sosnowski, polski scenograf telewizyjny i filmowy (zm. 2024)
- 1948:
  - Ewa Gryziecka, polska lekkoatletka, oszczepniczka
  - Gieorgij Jarcew, rosyjski piłkarz, trener (zm. 2022)
  - Władysław Lisewski, polski matematyk, samorządowiec, prezydent Szczecina (zm. 2021)
  - Jerzy Rogalski, polski aktor
- 1949:
  - Stefan Chwin, polski pisarz, krytyk i historyk literatury, grafik
  - Bernd Eichinger, niemiecki reżyser i producent filmowy (zm. 2011)
  - Grzegorz Wasowski, polski dziennikarz radiowy, satyryk
- 1950:
  - Grzegorz Eberhardt, polski pisarz, historyk, dziennikarz (zm. 2014)
  - John Goodall, nowozelandzki żużlowiec
  - Bill Irwin, amerykański aktor, komik, klaun
  - Ferenc Mészáros, węgierski piłkarz, bramkarz, trener (zm. 2023)
  - Małgorzata Sadalska, polska lekkoatletka, skoczkini w dal
  - Mariusz Wesołowski, polski polityk, poseł na Sejm RP
- 1951:
  - Joseph Yapo Aké, iworyjski duchowny katolicki, arcybiskup Gagnoa
  - Bolesław Dobrowolski, polski inżynier budowy maszyn, wykładowca akademicki
  - Jim Holton, szkocki piłkarz (zm. 1993)
  - James Patrick Kelly, amerykański pisarz science fiction i fantasy
  - Leszek Kokoszka, polski hokeista
  - Neal Pease, amerykański historyk, wykładowca akademicki
  - Marek Samarcew, polski generał dywizji
  - Bożena Szydłowska, polska działaczka samorządowa, polityk, poseł na Sejm RP
  - Ulf Wahlberg, szwedzki muzyk, kompozytor, producent muzyczny
- 1952:
  - Jan Jankowski, polski zootechnik, wykładowca akademicki
  - Aleksander Maliszewski, polski kompozytor, aranżer, dyrygent, puzonista, pianista
  - Henryk Szymanowski, polski piłkarz, trener
  - Peter Windsor, brytyjski dyrektor sportowy i menadżer w zespołach Formuły 1
- 1953:
  - Lubow Burda, rosyjska gimnastyczka sportowa
  - Zdzisław Krasnodębski, polski socjolog, publicysta, polityk, eurodeputowany
  - Christos Paputsis, grecki ekonomista, polityk, eurodeputowany i eurokomisarz
  - Janina Powąska, polska polityk, poseł na Sejm PRL
  - Giancarlo Scottà, włoski samorządowiec, polityk, eurodeputowany
  - Guy Verhofstadt, belgijski i flamandzki polityk, premier Belgii, eurodeputowany
  - Andrew Wiles, brytyjski matematyk, wykładowca akademicki
  - Wiesław Zimowski, polski nauczyciel, samorządowiec, członek zarządu województwa małopolskiego, wójt gminy Pleśna (zm. 2022)
- 1954:
  - Javier Areitio Toledo, hiszpański polityk, eurodeputowany
  - Pompilie Bors, rumuński rugbysta, działacz sportowy
  - Algimantas Guzevičius, litewski kolarz szosowy
  - Benedykt Kocot, polski kolarz torowy
  - Attila Sudár, węgierski piłkarz wodny
- 1955:
  - Muhammad Azeem, pakistański zapaśnik
  - Kevin Brady, amerykański polityk
  - Piotr Bratkowski, polski pisarz, krytyk literacki, dziennikarz, felietonista, publicysta (zm. 2021)
  - Alena Heribanová, słowacka prezenterka telewizyjna
  - Jacek Krupa, polski polityk, marszałek województwa małopolskiego, poseł na Sejm RP
  - Nikołaj Legkij, francuski szachista pochodzenia ukraińskiego
  - Micheal Ray Richardson, amerykański koszykarz
  - Piers Sellers, brytyjsko-amerykański inżynier ekolog, meteorolog, astronauta (zm. 2016)
- 1956:
  - Grażyna Borkowska, polska historyk i teoretyk literatury
  - Ałasz Daudow, rosyjski zapaśnik
  - Ryszard Głowacki, polski duchowny katolicki, przełożony generalny Towarzystwa Chrystusowego dla Polonii Zagranicznej (zm. 2020)
  - Krzysztof Jajuga, polski ekonomista, wykładowca akademicki
  - Liliana Komorowska, polska aktorka
  - Gene Mayer, amerykański tenisista
- 1957:
  - Juan Carlos Arteche, hiszpański piłkarz (zm. 2010)
  - Magdalena Czajka, polska organistka, pedagog (zm. 2013)
  - Jacek Kasprzycki, polski kajakarz górski (zm. 2021)
  - Mark Kennedy, amerykański polityk
  - Edouard Tsimba Ngoma, kongijski duchowny katolicki, biskup pomocniczy Kinszasy
  - Anna Wende-Surmiak, polska filolog romańska, muzealniczka, tłumaczka
- 1958:
  - Luisa Diogo, mozambicka polityk, premier Mozambiku
  - Anna Hawryłeć, ukraińska kompozytorka, pedagog
  - Aleksiej Jermolinski, amerykański szachista pochodzenia rosyjskiego
  - Jacek Jezierski, polski zoolog, urzędnik państwowy, prezes NIK
  - Ludmiła Kondratjewa, rosyjska lekkoatletka, sprinterka
  - Dolores Luks, polska lekkoatletka, skoczkini w dal
  - Andrzej Misiuk, polski historyk, wykładowca akademicki
  - Władimir Plechanow, rosyjski lekkoatleta, trójskoczek
  - Genc Ruli, albański ekonomista, polityk
- 1959:
  - Shpresa Bërdëllima, albańska aktorka (zm. 2019)
  - Massimo Bray, włoski filolog, redaktor, działacz kulturalny, polityk
  - Franck Dépine, francuski kolarz torowy
  - Dariusz Leśnikowski, polski kulturoznawca, krytyk sztuki, kurator
  - Hanna Śleszyńska, polska aktorka
- 1960:
  - Jeremy Clarkson, brytyjski dziennikarz telewizyjny
  - Marko Elsner, słoweński piłkarz, trener (zm. 2020)
  - Ron Kiefel, amerykański kolarz szosowy
  - Zdzisław Pupa, polski rolnik, polityk, poseł na Sejm i senator RP
  - Jerzy Zalewski, polski aktor reżyser, scenarzysta i producent filmowy, dziennikarz
- 1961:
  - Roberto Cabañas, paragwajski piłkarz (zm. 2017)
  - Vincent Gallo, amerykański aktor, reżyser, scenarzysta i producent filmowy, wokalista, autor tekstów piosenek, kompozytor, model
  - Tomasz Torgowski, polski koszykarz
- 1962:
  - Karen Friesicke, niemiecka aktorka (zm. 2015)
  - Franz Heinzer, szwajcarski narciarz alpejski
  - Alois Stadlober, austriacki biegacz narciarski
- 1963:
  - Igor Basinski, białoruski strzelec sportowy
  - Karen Briggs, brytyjska judoczka
  - Waldemar Fornalik, polski piłkarz, trener
  - Dariusz Kosno, polski samorządowiec, burmistrz Opoczna
  - Zbigniew Łuc, polski akordeonista
  - Elizabeth Smylie, australijska tenisistka
  - Henrique Soares da Costa, brazylijski duchowny katolicki, biskup Palmares (zm. 2020)
  - Jörg Woithe, niemiecki pływak
- 1964:
  - Grzegorz Nagórski, polski pianista jazzowy
  - Wojciech Płocharski, polski dziennikarz, podróżnik, kompozytor, autor tekstów piosenek
  - Patrick Sang, kenijski lekkoatleta, długodystansowiec
- 1965:
  - Wissam al-Hassan, libański generał (zm. 2012)
  - Józef Kaniecki, polski skrzypek (zm. 2006)
  - Commins Aston Mewa, salomoński polityk
  - Tatjana Napałkowa, rosyjska florecistka
  - Simone Thomalla, niemiecka aktorka, wokalistka
- 1966:
  - Steve Bullock, amerykański prawnik, polityk, gubernator stanu Montana
  - Iwajło Jordanow, bułgarski zapaśnik
  - Radim Nyč, czeski biegacz narciarski
  - Lisa Stansfield, brytyjska piosenkarka
  - Peter Stöger, austriacki piłkarz, trener
- 1967:
  - Pablo Albano, argentyński tenisista
  - Arnaldo Carvalheiro Neto, brazylijski duchowny katolicki, biskup Itapevy
  - Wendel Suckow, amerykański saneczkarz
- 1968:
  - Dimitri Diatchenko, amerykański aktor (zm. 2020)
  - Ljubinko Drulović, serbski piłkarz, trener
  - Siergiej Łukjanienko, rosyjski pisarz science fiction i fantasy
  - CB Milton, holenderski muzyk eurodance
  - Mirosław Trzeciak, polski piłkarz
- 1969:
  - Janeth Arcain, brazylijska koszykarka, trenerka
  - Bjarte Bruland, norweski historyk
  - Goldust, amerykański wrestler
  - Michael von Grünigen, szwajcarski narciarz alpejski
  - Rusłan Olichwier, rosyjski siatkarz
  - Simon Reynolds, kanadyjski aktor
- 1970:
  - Johnny Messner, amerykański aktor
  - Dariusz Rekosz, polski autor literatury dziecięcej i młodzieżowej
  - Anett Schuck, niemiecka kajakarka
  - Whigfield, duńska piosenkarka Eurodance
- 1971:
  - Wojciech Dyngosz, polski śpiewak operowy (baryton), pedagog
  - Daniel Petru Funeriu, rumuński inżynier, polityk, eurodeputowany, minister edukacji
  - Tomasz Gollob, polski żużlowiec
  - Diana Jorgowa, bułgarska strzelczyni sportowa
  - Bogdan Prusek, polski piłkarz
  - Oliver Riedel, niemiecki basista, członek zespołu Rammstein
- 1972:
  - Klas Åhlund, szwedzki multiinstrumentalista, kompozytor, wokalista, producent muzyczny, inżynier dźwięku, członek zespołu Teddybears
  - Brandon Coupe, amerykański tenisista
  - Jarosław Kukowski, polski malarz
- 1973:
  - Waldemar Barwiński, polski aktor
  - Marcin Brosz, polski piłkarz, trener
  - Jennifer Esposito, amerykańska aktorka, tancerka
  - Paul Kilderry, australijski tenisista
  - Vasa Mijić, serbski siatkarz
  - Chris Núñez, amerykański tatuażysta pochodzenia kubańskiego
  - Ryan Shuck, amerykański wokalista, autor tekstów, gitarzysta, kompozytor, producent muzyczny, członek zespołów: Orgy, Julien-K i Dead by Sunrise
  - Tom Thacker, kanadyjski gitarzysta, członek zespołu Sum 41
- 1974:
  - David Banner, amerykański raper, producent muzyczny
  - Mario Cantaluppi, szwajcarski piłkarz, trener
  - Àlex Corretja, hiszpański tenisista narodowości katalońskiej
  - Aszot Danielian, ormiański sztangista
  - Thomas Häberli, szwajcarski piłkarz, trener
  - Tricia Helfer, kanadyjska aktorka, modelka
  - Matt Holland, irlandzki piłkarz pochodzenia angielskiego
  - Maroš Kanász, słowacki kulturysta
  - György Pálfi, węgierski reżyser, scenarzysta i producent filmowy
  - Natacha Régnier, belgijska aktorka
  - Riikka Sirviö, fińska biegaczka narciarska
  - Antonio Tauler, hiszpański kolarz torowy i szosowy
  - Tomasz Wilczek, polski koszykarz, trener
- 1975:
  - Łukasz Borowiak, polski polityk, samorządowiec, poseł na Sejm RP, prezydent Leszna
  - Orestas Buitkus, litewski piłkarz
  - Jani Paasonen, fiński kierowca rajdowy
  - Damian Raczkowski, polski samorządowiec, polityk, poseł na Sejm RP
  - Katarzyna Radochońska, polska aktorka
- 1976:
  - Janne Heikkinen, fiński siatkarz
  - Alijar Ismaiłow, rosyjski piłkarz
  - Martin Kaprálik, słowacki aktor
  - Antonio Pacheco D’Agosti, urugwajski piłkarz
- 1977:
  - DJ Deszczu Strugi, polski didżej, producent muzyczny
  - Héctor González, wenezuelski piłkarz
  - Jiří Magál, czeski biegacz narciarski
  - Tom Thacker, kanadyjski gitarzysta, wokalista, członek zespołu Sum 41
- 1978:
  - Brett Claywell, amerykański aktor
  - Janusz Kowalski, polski polityk, poseł na Sejm RP
  - Przemysław Tajchert, polski żużlowiec
- 1979:
  - Diego Confalonieri, włoski szpadzista
  - Haley Cope, amerykańska pływaczka
  - Martin Padar, estoński judoka
  - Michel Riesen, szwajcarski hokeista
  - Stanisław Tyszka, polski prawnik, polityk, poseł i wicemarszałek Sejmu RP
- 1980:
  - Marta Bakier, polska łyżwiarka szybka
  - Krzysztof Gawkowski, polski polityk, działacz samorządowy, poseł na Sejm RP
  - Przemysław Niemiec, polski kolarz szosowy
  - Sabrina Roß, niemiecka siatkarka
  - Keiji Tamada, japoński piłkarz
  - Mark Teixeira, amerykański baseballista
- 1981:
  - Alessandra Ambrosio, brazylijska modelka pochodzenia włosko-polskiego
  - Adriana Araújo, brazylijska pięściarka
  - Alexandre Burrows, kanadyjski hokeista
  - Marie-Louise Dräger, niemiecka wioślarka
  - Liutauras Kazlavickas, litewski polityk
  - V.K. Prasanth, indyjski polityk
  - Matt Ryan, walijski aktor
- 1982:
  - Seraina Boner, szwajcarska biegaczka narciarska
  - Angel Dark, słowacka aktorka pornograficzna
  - Róbert Zsolnai, węgierski piłkarz
- 1983:
  - Sylwia Bileńska, polska zapaśniczka
  - Sandro Calabro, holenderski piłkarz
  - Jennifer Heil, kanadyjska narciarka dowolna
  - Rubén Palazuelos, hiszpański piłkarz
- 1984:
  - Colin Clark, amerykański piłkarz (zm. 2019)
  - Kelli Garner, amerykańska aktorka
  - Janie Guimond, kanadyjska siatkarka
  - Nikola Karabatić, francuski piłkarz ręczny pochodzenia chorwackiego
  - Kim Song-guk, północnokoreański bokser
  - Žan Košir, słoweński snowboardzista
  - Sébastien Turgot, francuski kolarz szosowy i torowy
- 1985:
  - Lance Davids, południowoafrykański piłkarz
  - Pablo Hernández, hiszpański piłkarz
  - Lee Keun-ho, południowokoreański piłkarz
  - Yōhei Toyoda, japoński piłkarz
- 1986:
  - Ali Bernard, amerykańska zapaśniczka
  - Ashley Delaney, australijski pływak
  - David Greene, brytyjski lekkoatleta, płotkarz
  - Tatjana Kosincewa, rosyjska szachistka
  - Dany Nounkeu, kameruński piłkarz
  - Lena Schöneborn, niemiecka pięcioboistka nowoczesna
  - Ramon Sessions, amerykański koszykarz
- 1987:
  - Jonathan Faña, dominikański piłkarz
  - Osvaldo Lourenço Filho, brazylijski piłkarz
  - Lights, kanadyjska piosenkarka
  - Anna Sazonowa, rosyjska wioślarka
  - Joss Stone, brytyjska piosenkarka
  - Joseph Sullivan, nowozelandzki wioślarz
- 1988:
  - Maja Miljković, serbska koszykarka
  - Slim Burna, nigeryjski muzyk, raper, piosenkarz, producent muzyczny
  - Mait Patrail, estoński piłkarz ręczny
- 1989:
  - Iga Baumgart-Witan, polska lekkoatletka, sprinterka
  - Zola Jesus, amerykańska piosenkarka
  - Torrin Lawrence, amerykański lekkoatleta, sprinter (zm. 2014)
- 1990:
  - Darrius Garrett, amerykańsko-kanadyjski koszykarz
  - Ville Larinto, fiński skoczek narciarski
  - Aleksandra Radwan, polska aktorka
  - Thulani Serero, południowoafrykański piłkarz
  - Pavle Velimirović, czarnogórski piłkarz, bramkarz
- 1991:
  - Thiago Alcântara, hiszpański piłkarz pochodzenia brazylijskiego
  - Cédric Bakambu, kongijski piłkarz
  - Cai Zelin, chiński lekkoatleta, chodziarz
  - Andreea Grigore, rumuńska gimnastyczka
  - Tyler Haws, amerykański koszykarz
  - James Magnussen, australijski pływak
  - Erina Mano, japońska piosenkarka
  - Kenta Matsudaira, japoński tenisista stołowy
  - James Roberts, australijski pływak
  - Tierra Ruffin-Pratt, amerykańska koszykarka
- 1992:
  - Kamil Kalinowski, polski hokeista
  - Andres Makin, belizeński piłkarz
  - Aleksandar Pantić, serbski piłkarz
  - Nesthy Petecio, filipińska pięściarka
- 1993:
  - Ayşən Əbdüləzimova, azerska siatkarka
  - Florin Andone, rumuński piłkarz
  - Tom Aspinall, brytyjski zawodnik MMA
  - Giorgi Czanturia, gruziński piłkarz
  - Ivett Gyöngyösi, węgierska pianistka
  - Luis Fernando León, ekwadorski piłkarz
  - Čedomir Stanković, serbski siatkarz
  - Dejan Zarubica, czarnogórski piłkarz
- 1994:
  - Bruno Armirail, francuski kolarz szosowy
  - Dajana Bošković, bośniacka siatkarka
  - Marius Lundemo, norweski piłkarz
  - Duncan Laurence, holenderski piosenkarz
  - Dakota Blue Richards, brytyjska aktorka
  - Azər Salahlı, azerski piłkarz
  - Domen Škofic, słoweński wspinacz sportowy
- 1995:
  - Dodie Clark, brytyjska piosenkarka, autorka tekstów
  - Annika Drazek, niemiecka bobsleistka
  - Lee Do-hyun, południowokoreański piosenkarz, aktor
  - Sycerika McMahon, irlandzka pływaczka
  - Thomas Muirhead, szkocki curler
  - Stefano Napolitano, włoski tenisista
  - Kamer Qaka, albański piłkarz
  - Erin Routliffe, kanadyjsko-nowozelandzka tenisistka
- 1996:
  - Dele Alli, angielski piłkarz
  - Márton Dina, węgierski kolarz szosowy, górski i przełajowy
  - Tereza Mašková, czeska piosenkarka
- 1997:
  - Miriam Kolodziejová, czeska tenisistka
  - Mélovin, ukraiński piosenkarz, kompozytor, autor tekstów
  - Suat Serdar, niemiecki piłkarz pochodzenia tureckiego
  - Magdalena Woźniczka, polska siatkarka
  - Maria Woźniczka, polska siatkarka
- 1998:
  - Vladan Kovačević, bośniacki piłkarz, bramkarz
  - Ayano Shimizu, japońska tenisistka
- 1999:
  - Karolina Bielawska, polska modelka, zwyciężczyni konkursów piękności
  - John Diakomihalis, amerykański zapaśnik
  - Martin Graiciar, czeski piłkarz
  - Abdallah Ali Mohamed, komorski piłkarz
- 2000:
  - Alexei Krasnozhon, amerykański łyżwiarz figurowy pochodzenia rosyjskiego
  - Morgan Lily, amerykańska aktorka, modelka
  - Marina Lubian, włoska siatkarka pochodzenia kosowskiego
- 2001:
  - Mackenzie Barry, nowozelandzka piłkarka
  - Daniel Chacón, kostarykański piłkarz
  - Nikita Iosifow, rosyjski piłkarz
  - Simon Sohm, szwajcarski piłkarz pochodzenia nigeryjskiego
  - Zayed Sultan, emiracki piłkarz
  - Manuel Ugarte, urugwajski piłkarz
- 2002:
  - Piotr Gumiennik, rosyjski łyżwiarz figurowy
  - Mark Hafnar, słoweński skoczek narciarski
  - Jana Schneider, niemiecka szachistka
- 2005:
  - Beyatt Lekweiry, mauretański piłkarz
  - Sebastián Montoya, kolumbijski kierowca wyścigowy
- 2007 – Jung A-hyeon, południowokoreańska piosenkarka

## Zmarli
- 618 – Sui Yangdi, cesarz Chin (ur. 569)
- 678 – Donus, papież (ur. ?)
- 1034 – Roman III Argyros, cesarz bizantyński (ur. 968)
- 1079 – Stanisław ze Szczepanowa, polski duchowny katolicki, biskup krakowski, święty, patron Polski (ur. 1030)
- 1143 – Robert II, biskup wrocławski (ur. ?)
- 1165 – Stefan IV, król Węgier i Chorwacji (ur. ?)
- 1447 – Henry Beaufort, angielski duchowny katolicki, biskup Lincoln i Winchesteru, kardynał, dyplomata, lord kanclerz (ur. ok. 1374)
- 1458 – Helena Paleolog, królowa Cypru (ur. 1428)
- 1475 – Łukasz Górka, polski szlachcic, polityk, wojewoda poznański (ur. ?)
- 1512 – Gaston de Foix, francuski książę, dowódca wojskowy (ur. 1489)
- 1514 – Donato Bramante, włoski malarz, architekt (ur. 1444)
- 1520 – Agostino Chigi, włoski bankier, mecenas sztuki (ur. 1465)
- 1547 – Dorota, królewna duńska, księżna pruska (ur. 1504)
- 1553 – Jerzy Logus, polski poeta (ur. ok. 1500)
- 1554 – Thomas Wyatt, angielski rebeliant (ur. 1521)
- 1576:
  - Cornelius Jansen Starszy, niderlandzki duchowny katolicki, biskup Gandawy, teolog, egzegeta, wykładowca akademicki (ur. 1510)
  - Warsonofiusz II, rosyjski biskup prawosławny, święty (ur. ok. 1495)
- 1578 – Joanna Habsburg, arcyksiężniczka austriacka, księżniczka czeska i węgierska, wielka księżna toskańska (ur. 1547)
- 1597 – Seweryn Nalewajko, ukraiński ataman, przywódca powstania kozackiego (ur. ?)
- 1645 – Ferraù Fenzoni, włoski malarz (ur. 1562)
- 1648 – Matthäus Apelt, niemiecki kompozytor (ur. 1594)
- 1681 – Fryderyk Ludwik Wittelsbach, hrabia palatyn i książę Palatynatu-Zweibrücken (ur. 1619)
- 1697 – Maciej Mielżyński, polski szlachcic, oficer, polityk (ur. 1636)
- 1712 – Richard Simon, francuski duchowny katolicki, biblista (ur. 1638)
- 1718 – Maria Anna de Bourbon-Condé, księżniczka Condé i Enghien, księżna Étampes i Vendôme (ur. 1679)
- 1723 – John Robinson, brytyjski duchowny anglikański, biskup Bristolu i Londynu, dyplomata (ur. 1650)
- 1741 – James Waldegrave, brytyjski arystokrata, dyplomata (ur. 1684)
- 1744 – Antioch Kantemir, rosyjski poeta, dyplomata (ur. 1708)
- 1757 – Paul Methuen, brytyjski polityk, dyplomata (ur. ok. 1672)
- 1760 – Louis de Silvestre, francuski malarz (ur. 1675)
- 1783 – Nikita Panin, rosyjski polityk (ur. 1718)
- 1786 – Fernando de Sousa e Silva, portugalski duchowny katolicki, patriarcha Lizbony, kardynał (ur. 1712)
- 1787 – Tomasz Kajetan Węgierski, polski pisarz, tłumacz, podróżnik (ur. 1756)
- 1788 – Mateusz Billewicz, polski szlachcic, polityk (ur. ?)
- 1798 – Karl Wilhelm Ramler, niemiecki poeta (ur. 1725)
- 1801 – Antoine de Rivarol, francuski pisarz (ur. 1753)
- 1810 – Jakob Frančišek Zupan, słoweński kompozytor (ur. 1734)
- 1825 – Gotfryd Ernest Groddeck, niemiecki filolog klasyczny, krytyk literacki, tłumacz, numizmatyk (ur. 1762)
- 1834 – Gaspard-Hilarion Fornier d’Albe, francuski arystokrata, generał (ur. 1768)
- 1835 – Benedykt Zielonka, polski pułkownik (ur. 1785)
- 1839 – John Galt, szkocki pisarz (ur. 1779)
- 1842:
  - John England, amerykański duchowny katolicki, biskup Charleston pochodzenia irlandzkiego (ur. 1786)
  - Sándor Kőrösi Csoma, węgierski orientalista, tybetolog, podróżnik (ur. 1784)
- 1847 – Feliks Roszkiewicz, polski pułkownik (ur. 1773)
- 1848 – Franciszek Salezy Nakwaski, polski polityk, uczestnik insurekcji kościuszkowskiej i powstania listopadowego (ur. 1771)
- 1851 – Michaił Łazariew, rosyjski admirał, podróżnik, odkrywca (ur. 1788)
- 1853 – Louis Emmanuel Jadin, francuski kompozytor (ur. 1768)
- 1854 – Karl Adolph von Basedow, niemiecki lekarz (ur. 1799)
- 1860 – Camille Alphonse Trézel, francuski generał, polityk (ur. 1780)
- 1866 – Władysław Oleszczyński, polski rzeźbiarz, medalier, grafik (ur. 1807)
- 1869 – Janez Cigler, słoweński duchowny katolicki, prozaik, poeta (ur. 1792)
- 1870 – Justo José de Urquiza, argentyński generał, polityk, prezydent Argentyny (ur. 1801)
- 1873 – Christopher Hansteen, norweski fizyk, astronom (ur. 1784)
- 1875 – Samuel Heinrich Schwabe, niemiecki aptekarz, astronom (ur. 1789)
- 1876 – Ludwig Traube, niemiecki patolog (ur. 1818)
- 1880 – Karol Kafka, polski ziemianin, oficer, uczestnik powstania listopadowego i styczniowego (ur. 1808)
- 1883 – Józef Kalasanty Pędracki, polski działacz patriotyczny i społeczny, burmistrz Tarnowa (ur. 1825)
- 1884 – Charles Reade, brytyjski prozaik, dramaturg (ur. 1814)
- 1890 – Joseph Merrick, Anglik znany jako „człowiek-słoń” (ur. 1862)
- 1892:
  - Carl Paul Caspari, norweski teolog luterański pochodzenia żydowskiego (ur. 1814)
  - Štefan Marko Daxner, słowacki prawnik, publicysta, działacz narodowy, polityk (ur. 1882)
- 1893 – Awdotja Panajewa, rosyjska pisarka, pamiętnikarka (ur. 1820)
- 1895 – Lothar Meyer, niemiecki chemik (ur. 1830)
- 1898:
  - Edoardo Chiossone, włoski grawer, malarz, kolekcjoner dzieł sztuki (ur. 1833)
  - Jan Józef Tarnowski, polski hrabia, ziemianin, polityk (ur. 1826)
- 1899 – Lascăr Catargiu, rumuński polityk, premier Rumunii (ur. 1823)
- 1901 – Ivar Hallström, szwedzki kompozytor (ur. 1826)
- 1902 – Wade Hampton III, amerykański generał konfederacki, polityk (ur. 1818)
- 1903:
  - Gemma Galgani, włoska mistyczka, stygmatyczka, święta (ur. 1878)
  - Rong Lu, mandżurski arystokrata, wojskowy (ur. 1836)
- 1908:
  - Henry Bird, brytyjski szachista (ur. 1830)
  - Ludwik Górski, polski ziemianin, agronom, działacz społeczny, polityk (ur. 1818)
- 1910 – Hermann Kennemann, pruski ziemianin, polityk (ur. 1815)
- 1911 – Władysław Floriański, polski śpiewak (tenor) i reżyser operowy (ur. 1854)
- 1912 – Wiera Romanowa, wielka księżna Rosji, księżna Wirtembergii (ur. 1854)
- 1913 – Józef Gracjan Brojnowski, polski przyrodnik, malarz (ur. 1837)
- 1914:
  - Carl Chun, niemiecki zoolog, oceanobiolog, wykładowca akademicki (ur. 1852)
  - Helena Guerra, włoska zakonnica, błogosławiona (ur. 1835)
  - Jakub Hirszberg, polski przemysłowiec, działacz społeczny pochodzenia żydowskiego (ur. 1848)
- 1915 – Maria Swanenburg, holenderska seryjna morderczyni (ur. 1839)
- 1916:
  - Harald Hirschsprung, duński lekarz (ur. 1830)
  - Andrzej Mielewski, polski aktor (ur. 1866/67)
- 1918 – Otto Wagner, austriacki architekt (ur. 1841)
- 1919 – Helena Grabska, polska obrończyni Lwowa (ur. 1904)
- 1921 – Augusta Wiktoria von Schleswig-Holstein-Sonderburg-Augustenburg, królowa Prus, cesarzowa Niemiec (ur. 1858)
- 1922 – Jak Sereggi, albański duchowny, biskup Sapy, arcybiskup metropolita Szkodry-Antivari (ur. 1861)
- 1924 – Rafael Yglesias Castro, kostarykański polityk, prezydent Kostaryki (ur. 1861)
- 1925 – Hermann Paasche, niemiecki matematyk, statystyk, polityk (ur. 1851)
- 1928 – Władysław Janowski, polski internista, bakteriolog, wydawca (ur. 1866)
- 1930 – Andrzej Wałach, polski robotnik, rolnik, pomolog, działacz społeczny (ur. 1859)
- 1931 – Sophus Claussen, duński poeta (ur. 1865)
- 1934:
  - John Collier, brytyjski malarz, pisarz (ur. 1850)
  - Alfredo Zayas, kubański adwokat, poeta, polityk, prezydent Kuby (ur. 1861)
- 1935 – Anna Katharine Rohlfs, amerykańska pisarka, poetka (ur. 1846)
- 1937 – Zmicier Żyłunowicz, białoruski pisarz, polityk, działacz komunistyczny, premier Białoruskiej SRR (ur. 1887)
- 1938 – Bronisława Wójcik-Keuprulian, polska muzykolog (ur. 1890)
- 1940 – Władysław Sebyła, polski podporucznik rezerwy piechoty, poeta (ur. 1902)
- 1941:
  - Wacław Bajkowski, polski adwokat, samorządowiec, prezydent Lublina (ur. 1875)
  - Adam Bednarski, polski okulista, wykładowca akademicki (ur. 1869)
  - Albert Charles Seward, brytyjski botanik, geolog, wykładowca akademicki (ur. 1863)
- 1942:
  - Symforian Ducki, polski franciszkanin, męczennik, błogosławiony (ur. 1888)
  - Edmund Kaczkowski, polski pułkownik audytor (ur. 1878)
- 1943:
  - Federico Cattani Amadori, włoski kardynał (ur. 1856)
  - Ndok Gjeloshi, albański oficer, zamachowiec (ur. 1893)
  - Wit Sulimirski, polski major piechoty, inżynier górnictwa, przemysłowiec (ur. 1874)
- 1944:
  - Alejandro Villanueva, peruwiański piłkarz (ur. 1908)
  - Bruno Winawer, polski komediopisarz, prozaik, felietonista pochodzenia żydowskiego (ur. 1883)
- 1945:
  - Cecil Griffiths, brytyjski lekkoatleta, sprinter (ur. 1900)
  - Alfred Meyer, niemiecki polityk i zbrodniarz nazistowski (ur. 1891)
- 1947 – Janina Komornicka, polska pedagog, działaczka oświatowa, społeczna i feministyczna, uczestniczka powstania warszawskiego (ur. 1881)
- 1950:
  - José Ángel Berraondo, hiszpański piłkarz, trener (ur. 1878)
  - Bainbridge Colby, amerykański polityk (ur. 1869)
  - Petro Fedoriw, ukraiński działacz nacjonalistyczny (ur. 1910)
  - Nepomucena Piasecka, polska działaczka narodowa w Wielkopolsce (ur. 1860)
- 1951 – Panama Al Brown, panamski bokser (ur. 1902)
- 1952 – Vincent Lucas Mrzyglód, polski malarz, konserwator i restaurator zabytków (ur. 1884)
- 1953 – Timothy Detudamo, naurański lingwista, polityk (ur. 1870/71)
- 1954 – Harry Pidgeon, amerykański żeglarz (ur. 1869)
- 1956 – Francis Tyler, amerykański bobsleista (ur. 1904)
- 1957:
  - Hugo Bartsch, niemiecki muzyk, kapelmistrz (ur. 1876)
  - Freeman Wills Crofts, irlandzki pisarz (ur. 1879)
- 1958 – Marcel Pilet-Golaz, szwajcarski polityk, prezydent Szwajcarii (ur. 1889)
- 1959:
  - Jim Bottomley, amerykański baseballista (ur. 1900)
  - Eric Blom, brytyjski muzykolog (ur. 1888)
  - Jerzy Kirchmayer, polski generał brygady, publicysta (ur. 1895)
- 1960 – Aleksander (Niemołowski), rosyjski duchowny prawosławny, metropolita brukselski i całej Belgii (ur. ?)
- 1962:
  - Sven Landberg, szwedzki gimnastyk (ur. 1888)
  - George Poage, amerykański lekkoatleta, sprinter i płotkarz (ur. 1880)
- 1963:
  - Michaił Butusow, radziecki piłkarz (ur. 1900)
  - Arthur Jonath, niemiecki lekkoatleta, sprinter (ur. 1909)
  - Henryk Reyman, polski piłkarz, trener (ur. 1897)
- 1965 – Oskars Dankers, łotewski generał, polityk (ur. 1883)
- 1968:
  - Leonard Biedrzycki, polsko-brytyjski tancerz, aktor, pedagog (ur. 1923)
  - Kirił Stanczew, bułgarski generał, działacz antykomunistyczny (ur. 1895)
- 1969 – Karl Heinz Stauder, niemiecki psychiatra, neurolog, pisarz (ur. 1905)
- 1970:
  - Cathy O’Donnell, amerykańska aktorka (ur. 1923)
  - John O’Hara, amerykański pisarz (ur. 1905)
- 1971:
  - Zbigniew Drzewiecki, polski pianista, pedagog (ur. 1890)
  - Marcel Gromaire, francuski malarz, grafik (ur. 1892)
  - Józef Taube, polski podpułkownik kawalerii, polityk, senator RP (ur. 1893)
- 1972 – Reidar Ødegaard, norweski biegacz narciarski (ur. 1901)
- 1973 – Andriej Giricz, radziecki generał major lotnictwa (ur. 1918)
- 1974 – Abraham Robinson, amerykański matematyk pochodzenia żydowskiego (ur. 1918)
- 1975 – André Obey, francuski prozaik, dramaturg (ur. 1892)
- 1977:
  - Jacques Prévert, francuski poeta, scenarzysta filmowy (ur. 1900)
  - Ludomił Rayski, polski generał pilot (ur. 1892)
- 1979:
  - Mohamed Ali Akid, tunezyjski piłkarz (ur. 1949)
  - Leonid Bykow, rosyjski aktor, reżyser filmowy (ur. 1928)
  - Hasan Pakrawan, irański generał, dyrektor tajnej policji politycznej SAWAK (ur. 1911)
- 1980:
  - Bronisław Przyłuski, polski dramatopisarz, poeta, tłumacz (ur. 1905)
  - Jakow Zaropian, ormiański i radziecki polityk komunistyczny (ur. 1908)
- 1981:
  - Jan Czapla, polski polityk, działacz ruchu ludowego (ur. 1912)
  - Czesław Krug, polski piłkarz, trener (ur. 1904)
- 1983 – Dolores del Río, meksykańska aktorka (ur. 1905)
- 1984 – Władysław Liniarski, polski pułkownik, komendant Okręgu Białostockiego ZWZ-AK (ur. 1897)
- 1985 – Enver Hoxha, albański polityk, działacz komunistyczny, premier i przywódca Albanii (ur. 1908)
- 1987:
  - Erskine Caldwell, amerykański dziennikarz, publicysta, reportażysta (ur. 1903)
  - Rudolf Krause, niemiecki kierowca wyścigowy (ur. 1907)
  - Primo Levi, włoski pisarz, chemik pochodzenia żydowskiego (ur. 1919)
  - Kent Taylor, amerykański aktor (ur. 1907)
- 1988 – Wolfram Fiedler, niemiecki saneczkarz (ur. 1951)
- 1989 – Pierre-Bernard Cousté, francuski prawnik, działacz gospodarczy, polityk, eurodeputowany (ur. 1920)
- 1990 – Ivar Lo-Johansson, szwedzki pisarz, publicysta (ur. 1901)
- 1991 – Janos Kevey, węgierski szermierz, trener (ur. 1907)
- 1992 – James Brown, amerykański aktor (ur. 1920)
- 1993:
  - Wacław Dworzecki, radziecki aktor polskiego pochodzenia (ur. 1910)
  - Malcolm Wiseman, kanadyjski koszykarz (ur. 1913)
- 1994 – Zdzisław Drozd, polski ekonomista, polityk, minister gospodarki komunalnej, wojewoda kaliski (ur. 1925)
- 1995:
  - Jerzy Ambroziewicz, polski dziennikarz, pisarz (ur. 1931)
  - Thomas Keith Glennan, amerykański urzędnik państwowy, administrator NASA (ur. 1905)
- 1996 – Trygve Brodahl, norweski biegacz narciarski (ur. 1905)
- 1997 – Wang Xiaobo, chiński pisarz (ur. 1952)
- 1998:
  - Iwan Czeriepnin, amerykański kompozytor, dyrygent, pedagog pochodzenia rosyjskiego (ur. 1943)
  - Francis Durbridge, brytyjski pisarz (ur. 1912)
  - Lesław Eustachiewicz, polski krytyk i historyk literatury, tłumacz (ur. 1913)
  - Rodney Harvey, amerykański aktor (ur. 1967)
  - Stanisław Zarakowski, polski generał brygady zdegradowany do stopnia szeregowego, naczelny prokurator wojskowy, zbrodniarz stalinowski (ur. 1909)
- 1999:
  - Alan Evans, walijski darter (ur. 1949)
  - Krystyna Nastulanka, polska dziennikarka, scenarzystka filmowa (ur. ?)
- 2000:
  - Lucia Dlugoszewski, amerykańska poetka, kompozytorka pochodzenia polskiego (ur. 1925)
  - Dominik Lasok, polsko-brytyjski prawnik, filozof (ur. 1921)
  - Salvador Lazo y Lazo, filipiński duchowny katolicki, biskup San Fernando (ur. 1918)
  - Olav Økern, norweski biegacz narciarski (ur. 1911)
  - Jadwiga Rubiś, polska fotoreporterka, dziennikarka (ur. 1948)
  - Joanna Wilińska, polska dziennikarka, satyryk, scenarzystka filmowa (ur. 1917)
- 2001:
  - Arthur Kaufmann, niemiecki filozof (ur. 1923)
  - Jerzy Krasówka, polski piłkarz, trener (ur. 1924)
  - Anatolij Rieut, radziecki polityk (ur. 1928)
- 2003 – Wasyl Barka, amerykański pisarz pochodzenia ukraińskiego (ur. 1908)
- 2004:
  - Atanas Aleksandrow, bułgarski piłkarz (ur. 1952)
  - Paul Hamburger, austriacki pianista, pedagog (ur. 1920)
  - Mamadou Aliou Keita, gwinejski piłkarz (ur. 1952)
  - Salomea Kowalewska, polska socjolog, naukoznawca, polonistka, tłumaczka (ur. 1924)
  - Andrzej Kowalski, polski malarz, grafik, eseista, pedagog (ur. 1930)
  - Wiesław Ptak, polski chemik, wykładowca akademicki (ur. 1941)
- 2005:
  - Maurice Hilleman, amerykański mikrobiolog (ur. 1919)
  - László Nagy, węgierski łyżwiarz figurowy, trener, lekarz (ur. 1927)
- 2006:
  - Tomasz Chełmiński, polski iluzjonista (ur. 1929)
  - Winand Osiński, polski lekkoatleta, maratończyk (ur. 1913)
  - June Pointer, amerykańska wokalistka, członkini zespołu The Pointer Sisters (ur. 1953)
  - Proof, amerykański raper, członek zespołu D12 (ur. 1973)
  - Shin Sang-ok, południowokoreański reżyser filmowy (ur. 1926)
  - Siergiej Tierieszczenkow, rosyjski kolarz torowy (ur. 1938)
- 2007:
  - Roscoe Lee Browne, amerykański aktor (ur. 1925)
  - Loïc Leferme, francuski nurek (ur. 1970)
  - Kurt Vonnegut, amerykański pisarz (ur. 1922)
- 2008:
  - Claude Abbes, francuski piłkarz (ur. 1927)
  - Franciszek Duszeńko, polski rzeźbiarz (ur. 1925)
  - Władysław Tarała, polski wojskowy (ur. 1925)
- 2009:
  - René Monory, francuski przedsiębiorca, samorządowiec, polityk (ur. 1923)
  - Ryszard Wołoszyński, polski historyk wychowania, historyk nauki, wykładowca akademicki (ur. 1930)
- 2010 – Jean Boiteux, francuski pływak (ur. 1933)
- 2011:
  - Lewis Binford, amerykański archeolog (ur. 1930)
  - Angela Scoular, brytyjska aktorka (ur. 1945)
- 2012:
  - Ahmad Ben Bella, algierski polityk, prezydent Algierii (ur. 1918)
  - Aleksandra Krzyżanowska, polska numizmatyk, muzeolog (ur. 1928)
- 2013:
  - Sue Draheim, amerykańska skrzypaczka i wokalistka country (ur. 1949)
  - Adam Galos, polski historyk (ur. 1924)
  - Hilary Koprowski, polski lekarz, biolog, wirusolog, immunolog, twórca pierwszej w świecie szczepionki przeciwko wirusowi polio (ur. 1916)
  - Maria Tallchief, amerykańska tancerka (ur. 1925)
  - Angela Voigt, niemiecka lekkoatletka, skoczkini w dal (ur. 1951)
  - Jonathan Winters, amerykański aktor, komik (ur. 1925)
- 2014:
  - Siergiej Niepobiedimyj, rosyjski inżynier, konstruktor rakiet (ur. 1921)
  - Rolando Ugolini, włoski piłkarz (ur. 1924)
- 2015:
  - Charles Beasley, amerykański koszykarz (ur. 1945)
  - Sheila Kitzinger, brytyjska antropolog, działaczka społeczna (ur. 1929)
  - Janusz Kurczab, polski szermierz, taternik, alpinista, publicysta (ur. 1937)
- 2016 – Liliana Barańska, polska polityk, poseł na Sejm PRL (ur. 1955)
- 2017:
  - Michael Ballhaus, niemiecki operator filmowy (ur. 1935)
  - Halina Pilawska, polska pediatra, epidemiolog, działaczka społeczna, uczestniczka powstania warszawskiego (ur. 1924)
  - Margit Schumann, niemiecka saneczkarka (ur. 1952)
  - Lucyna Turek-Kwiatkowska, polska historyk, archiwistka (ur. 1925)
- 2018 – Carmen Stănescu, rumuńska aktorka (ur. 1925)
- 2019:
  - Ryszard Brzozowski, polski lekarz, profesor nauk medycznych, uczestnik powstania warszawskiego (ur. 1925)
  - Henryk Grotowski, polski hokeista na trawie (ur. 1949)
- 2020:
  - John Horton Conway, brytyjski matematyk (ur. 1937)
  - Mariano De Nicolò, włoski duchowny katolicki, biskup Rimini (ur. 1932)
  - Edem Kodjo, togijski dyplomata, polityk, sekretarz generalny Organizacji Jedności Afrykańskiej, premier Togo (ur. 1938)
  - Alojzij Uran, słoweński duchowny katolicki, arcybiskup Lublany (ur. 1945)
- 2021:
  - Tulio Manuel Chirivella Varela, wenezuelski duchowny katolicki, arcybiskup Barquisimeto (ur. 1932)
  - Staņislavs Lugailo, łotewski siatkarz (ur. 1938)
  - Justo Jorge Padrón, hiszpański poeta, eseista, tłumacz (ur. 1943)
  - Zoran Simjanović, serbski kompozytor (ur. 1946)
  - Joseph Siravo, amerykański aktor (ur. 1957)
  - Wiesław Skrzydło, polski prawnik, konstytucjonalista (ur. 1929)
  - Jerzy Zacharko, polski lutnik, działacz opozycji antykomunistycznej (ur. 1951)
- 2023:
  - Ryszard Binkowski, polski pisarz, scenarzysta filmowy (ur. 1940)
  - Jarosław Bręk, polski śpiewak operowy (bas-baryton) (ur. 1977)
  - Ryszard Krawiarz, polski piłkarz (ur. 1935)
  - Dana Němcová, czeska psycholog, polityk, dysydentka, sygnatariuszka Karty 77 (ur. 1934)
  - Anne Perry, brytyjska pisarka (ur. 1938)
  - Me’ir Szalew, izraelski pisarz (ur. 1948)
- 2024:
  - Meg Bennett, amerykańska aktorka (ur. 1948)
  - Anton Flešár, słowacki piłkarz (ur. 1944)
  - Ignacy Walenty Nendza, polski alpinista, grotołaz, przewodnik górski, harcmistrz (ur. 1944)
- 2025:
  - Mike Berry, brytyjski aktor, piosenkarz (ur. 1942)
  - Witold Głowania, polski działacz sportowy (ur. 1934)
  - Józef Miąso, polski historyk wychowania, profesor nauk humanistycznych, nauczyciel akademicki (ur. 1930)
  - Don Mischer, amerykański reżyser i producent filmowy (ur. 1940)
  - Max Romeo, jamajski wokalista reggae i roots reggae (ur. 1944)
  - Michelangelo Riccardo Tiribilli, włoski duchowny katolicki, benedyktyn, opat terytorialny Monte Oliveto Maggiore (ur. 1937)